# Eugene Starikov
Eugene Starikov (Odessa, 17 novembre 1988) è un ex calciatore statunitense, di ruolo attaccante.